# Abdelemoune
Abdelemoune est un militant anarchiste à Alger dans les années 1950, membre du Mouvement libertaire nord-africain.